# Шиколенко Наталія Іванівна
Наталія Іванівна Шиколенко (біл. Наталля Іванаўна Шыколенка, рос. Наталья Ивановна Шиколенко; нар. 1 серпня 1964 — пом. 15 травня 2025) — радянська та білоруська легкоатлетка, яка спеціалізувалася на метанні списа.
На внутрішніх змаганнях в СРСР представляла Білоруську РСР та спортивне товариство «Динамо» (Мінськ).
Сестра — Тетяна Шиколенко (нар. 1968) — срібна призерка чемпіонатів світу з метання списа (1999, 2003).

## Спортивні досягнення
Срібна олімпійська призерка з метання списа (1992). Фіналістка (12-е місце) олімпійських змагань з метання списа на Іграх в Атланті (1996).
Чемпіонка світу з метання списа (1995). Срібна призерка чемпіонату світу з метання списа (1993). Фіналістка (11-е місце) чемпіонату світу з метання списа (1991). Учасниця змагань з метання списа на чемпіонаті світу в Римі (1987), де не змогла подолати кваліфікаційний раунд.
Фіналістка (12-е місце) чемпіонату Європи з метання списа (1990). На наступному чемпіонаті Європи (1994) не змогла подолати кваліфікаційний раунд.
Переможниця Кубка Європи з метання списа (1994). Також двічі була 2-ю у метанні списа на Кубках Європи (1995, 1996).
Чемпіонка СРСР (1990, 1991), зимова чемпіонка СРСР (1989, 1990, 1991), чемпіонка СНД (1992), зимова чемпіонка СНД (1992), чемпіонка Білорусі (1993), зимова чемпіонка Росії (1993, 1996) з метання списа.

## Визнання
- Заслужений майстер спорту СРСР (1992)
- Заслужений майстер спорту Республіки Білорусь (1995)
- Спортсменка року в Білорусі (1995)